# Yusheng

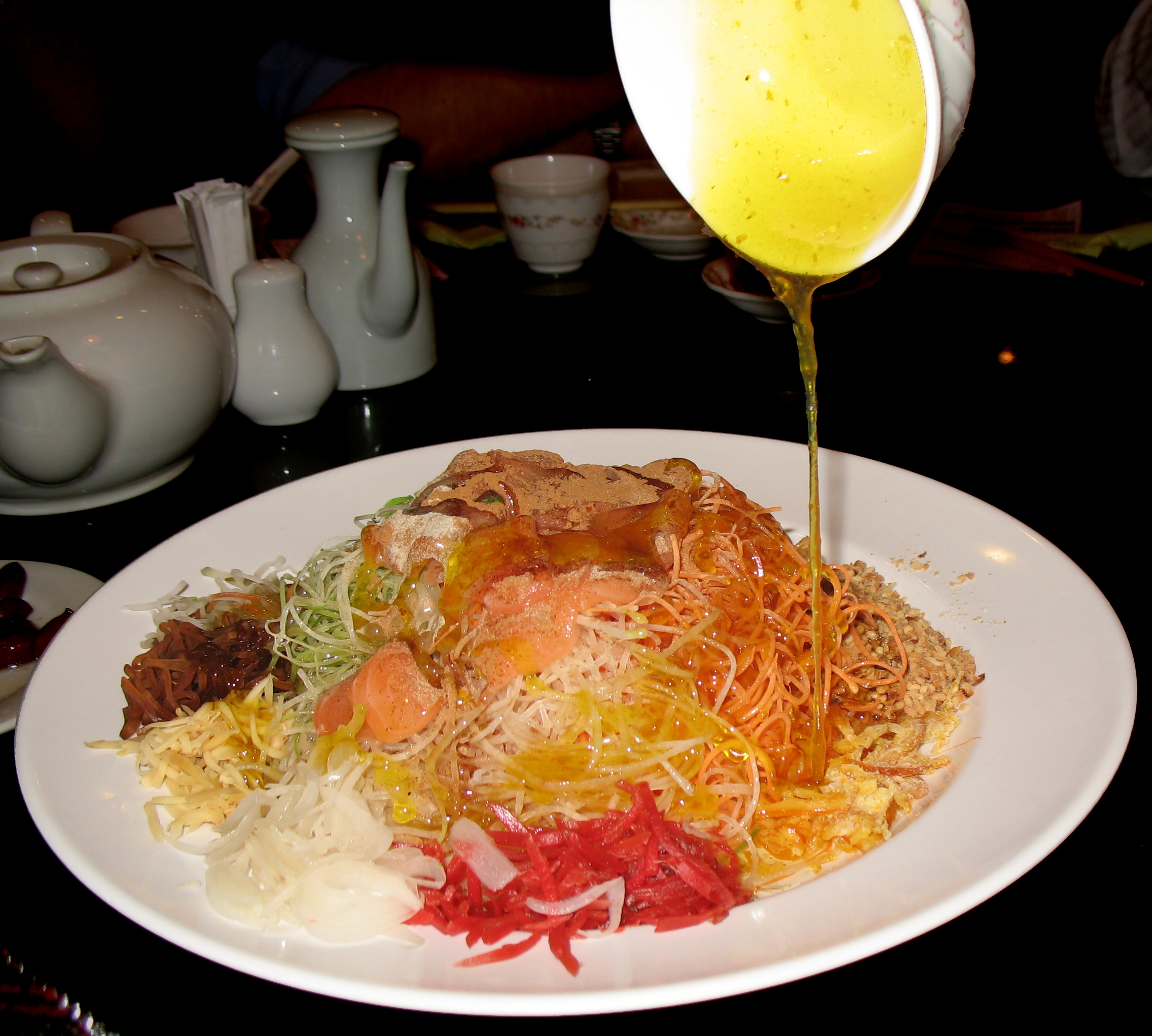
Ajout des ingrédients du yusheng.

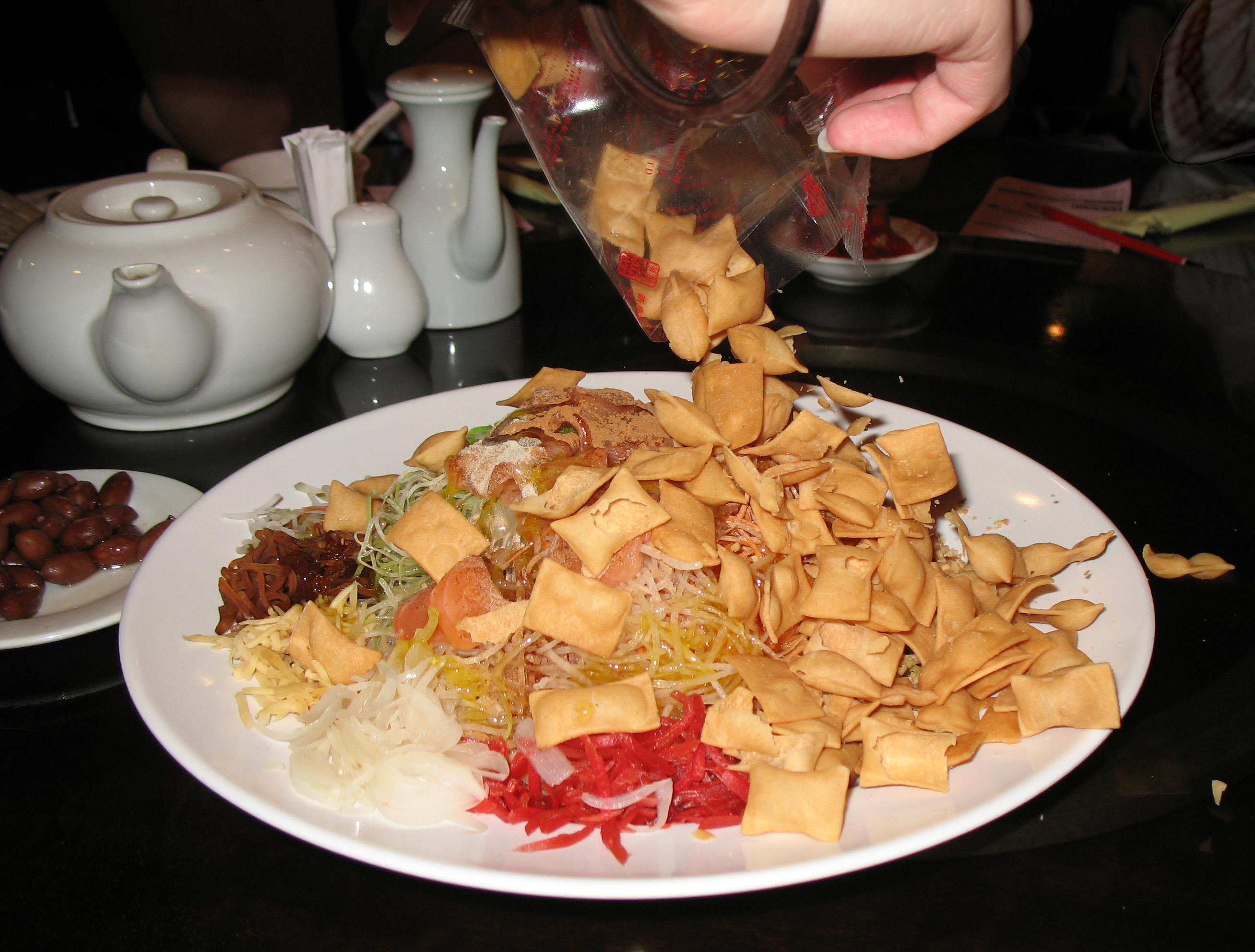
Mélange des ingrédients du yusheng.

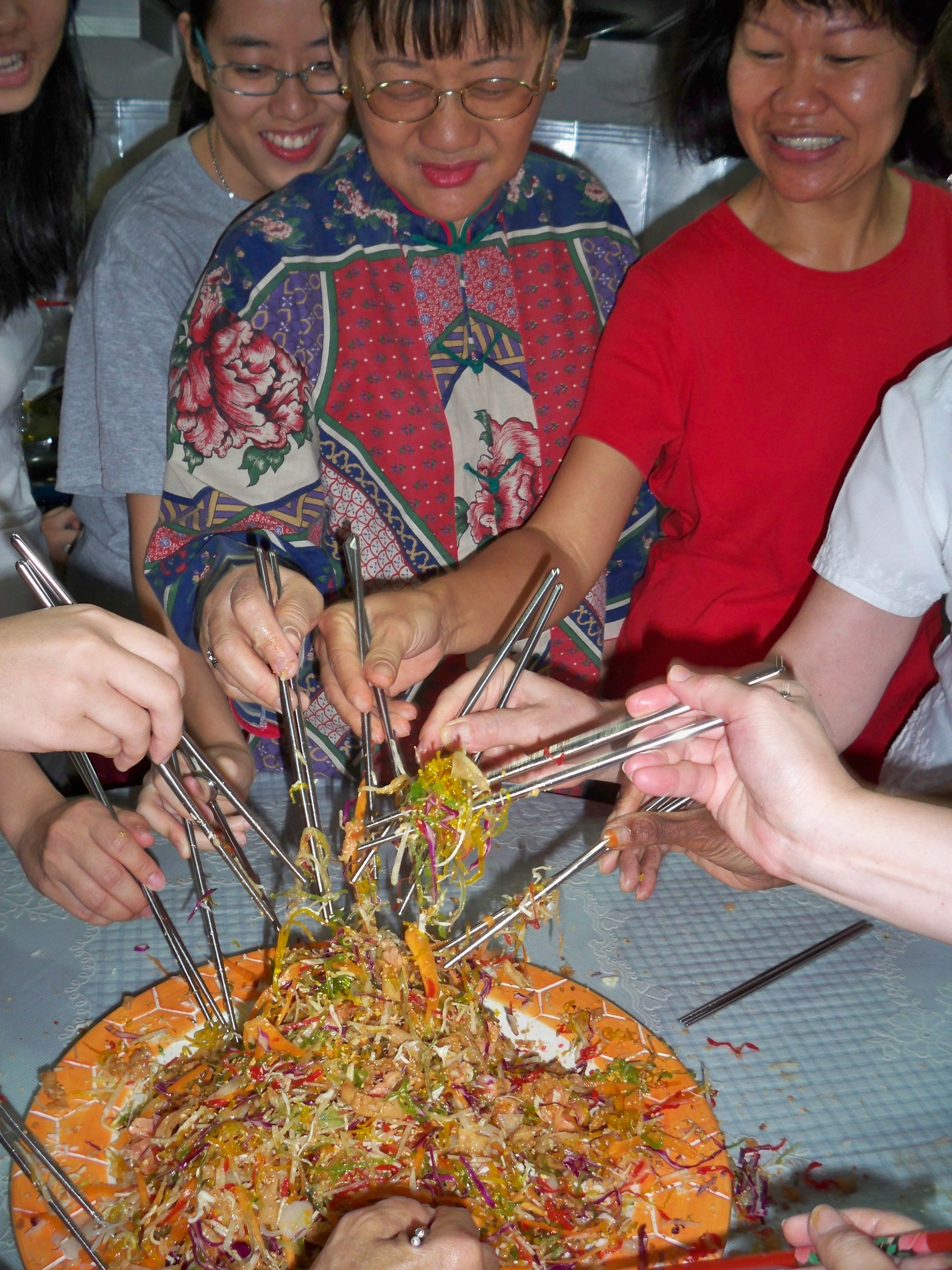
Mélange des ingrédients d'un yee sang en Malaisie.

Le yusheng (chinois simplifié : 鱼生 ; pinyin : yúshēng ; cantonais Jyutping : jyu4saang1), aussi connu sous son nom cantonais, lo hei (chinois simplifié : 捞起 ; chinois traditionnel : 撈起), est une salade de poisson cru de la cuisine de Chaozhou. Elle contient habituellement des rubans de poisson cru (généralement du saumon) mélangé avec des légumes émincés et divers condiments et sauces. Yusheng signifie littéralement « poisson cru », mais puisque « poisson » (鱼) peut être assimilé à son homophone « abondance » (余), le yúshēng (鱼生) a été associé à son homophone yúshēng (余升), qui signifie « augmentation d'abondance ». Ainsi, le yusheng est considéré comme un symbole d'abondance, de prospérité et de vigueur.
Alors qu'on pense que des versions de ce plat ont existé en Chine, la version contemporaine a été créée et popularisée[réf. nécessaire] dans les années 1960 dans les communautés d'origine chinoise. Sa consommation a été associée aux festivités du Nouvel An chinois en Malaisie, en Indonésie et à Singapour.

## Histoire
Les pêcheurs de la côte du Guangzhou célèbrent traditionnellement la fête de Renri (en) (chinois : 人日 ; pinyin : Rénrì ; litt. « jour des hommes »), le septième jour du Nouvel An chinois, avec leurs prises de pêche. L'habitude de consommer du poisson cru en fins rubans remonte à la Chine antique, au travers d'un plat de viande ou de poisson crus, appelé kuai (chinois : 膾 ; pinyin : kuài). Toutefois, on pense que la forme actuelle du yusheng remonte à la dynastie des Song du sud dans le Chaozhou et à Shantou.[réf. nécessaire]
Il y a aussi une légende expliquant son originalité. On raconte que dans le sud de la Chine, un jeune homme et sa compagne ont été retenus dans un temple par le mauvais temps. Ils n'avaient rien à manger mais ils parvinrent à capturer une carpe. Tombant par chance sur une bouteille de vinaigre, ils en ajoutèrent aux rubans de carpe et trouvèrent cela assez appétissant.
Dans le passé colonial de la Malaisie britannique, des migrants ont apporté cette tradition ; les stands de congee vendaient un plat de poisson cru qu'on disait originaire de Jiangmen, dans la province de Guangdong. Il était composé de poisson, d'une julienne de navets et de carottes et était servi avec des assaisonnements, parmi lesquels de l'huile, du vinaigre et du sucre que les clients devaient mélanger eux-mêmes.

### Lohei yusheng
Manger du yusheng pendant le Nouvel An chinois est une activité culturelle pour les Chinois vivant à Singapour et en Malaisie, mais pas autant dans d'autres endroits peuplés de Chinois tels que Hong Kong, où cette pratique est presque inconnue.
Il y a une controverse entre Singapour et la Malaisie concernant les origines de ce plat. Certains affirment que c'est le restaurant Lu Chen Kee (陆祯记) à Seremban, en Malaisie, qui aurait élaboré ce plat le premier à partir d'un plat cantonais et l'aurait vendu durant la nouvelle année lunaire dans les années 1940. Toutefois, le fils du chef reconnut qu'il était difficile de disputer la « paternité » de ce plat. Ce plat a été déclaré héritage culinaire malaisien par le département malaisien du patrimoine national. Une chose est certaine néanmoins, les racines de ce plat sont profondément ancrées dans la partie sud de la Chine.
On dit aussi que ce plat a été créé par quatre grands chefs en 1964 dans la cuisine d'un restaurant de Singapour, qui faisait alors encore partie de la Malaisie. Il figura sur la carte du nouvel an lunaire de 1964 à Singapour dans le restaurant Lai Wah, fondé en septembre 1963. Les quatre chefs étaient Than Mui Kai et Lau Yoke Pui, co-chefs cuisiniers du Lai Wah, Hooi Kok Wai, fondateur du restaurant Dragon-Phénix, le 8 avril 1963, et Sin Leong, fondateur du restaurant Sin Leong. Ils créèrent ensemble ce symbole de la prospérité et de la bonne santé pour les Chinois. Ces quatre chefs furent baptisés les « quatre rois culinaires célestes » de Singapour, il y a 40 ans, pour leurs prouesses culinaires et leur ingéniosité,,,,.
Dans les années 1970, le restaurant Lai Wah commença à servir le yusheng sous sa forme moderne. L'assaisonnement pré-mélangé contenait de la sauce aux prunes, du vinaigre de riz, de la pâte de kumquat et de l'huile de sésame au lieu d'être mélangé inégalement par les clients.

## Version moderne du plat
Le yusheng est un plat de poisson servi avec du radis blanc, de la carotte, du poivron rouge, du navet, du gingembre rouge mariné, de l'orange séchée, des feuilles de lime, de la coriandre, du piment, de la méduse, des cacahuètes hachées, des graines de sésame grillées, des chips de crevette, de la poudre de cinq épices et d'autres ingrédients, liés par une sauce faite de sauce aux prunes, de vinaigre de riz, de pâte de kumquat et d'huile de sésame, pour un total de 27 ingrédients,. À l'origine, ce plat utilisait du hareng-loup, mais pour respecter les souhaits des clients, du saumon fut proposé comme alternative à cause de la popularité croissante de ce poisson.

## Service
Le yusheng est souvent servi au cours d'un dîner à plusieurs plats, habituellement en tant que hors-d'œuvre qui symbolise la bonne fortune pour la nouvelle année. Certains le consomment pour la fête de Renri, le septième jour de l'année chinoise, bien qu'en pratique il puisse être consommé durant n'importe quel jour favorable de la période de la nouvelle année chinoise, du premier au quinzième jour du premier mois lunaire.
Les ingrédients de base sont d'abord servis. Le chef de la tablée parmi les convives, ou le serveur du restaurant, ajoute les ingrédients tels que le poisson, les crackers et les sauces en prononçant des vœux favorables (chinois : 吉祥话 ; pinyin : jíxiánghuà), variant en fonction de l'ingrédient ajouté. Par exemple, des expressions telles que niánnián yŏuyú (chinois : 年年有余 ; litt. « Puisse-t-il y avoir de l'abondance année après année ») sont dites alors que le poisson est ajouté, puisque le mot « abondance » ou « surplus » (chinois : 余 ; pinyin : yú) est un homophone de « poisson » (chinois : 鱼 ; pinyin : yú).
Tous les convives de la table se mettent alors debout et soulèvent les ingrédients coupés dans les airs avec leurs baguettes en disant divers vœux favorables à haute voix ou simplement lo hei, lo hei (chinois : 撈起、撈起 ; pinyin : lāoqǐ, lāoqǐ ; litt. « Soulevez, soulevez »). On dit que la hauteur du lancer reflète la hauteur des augmentations de bonne fortune des convives, c'est pourquoi on s'attend à ce que les convives participent avec enthousiasme.

## Signification des ingrédients
Lorsque le plat du yusheng est posé sur la table, on s'adresse les vœux de la nouvelle année :
- 恭喜发财, Gōngxǐ fācái signifie : « Félicitations pour votre richesse ».
- 万事如意, Wànshì rúyì signifie : « Que tous vos vœux s'accomplissent ».

Le poisson (鱼, yú), homophone de l'abondance (余, yú) est ajouté dans le plat, symbolisant la richesse et la surabondance au cours de l'année.
Du pomelo ou de la lime est ajouté, comme on ajouterait de la chance.
- 大吉大利, Dàjí dàlì signifie : « Bonne chance et tranquille navigation ».

On saupoudre le tout de poivre dans l'espoir d'attirer plus d'argent et de trésors précieux.
- 招财进宝, Zhāo cái jìn bǎo signifie : « Attire la richesse et les trésors ».

Puis l'huile est versée en cercle autour des autres ingrédients pour encourager l'argent à venir de toutes les directions.
- 一本万利, Yīběnwànlì signifie : « Faites un profit de 10 000 fois votre capital ».
- 财源广进, Cáiyuán guǎng jìn signifie : « Nombreuses sources de richesse ».

Des carottes sont ajoutées, symbolisant les bénédictions de bonne fortune. Le caractère 红, qui figure dans le mot « carotte » (chinois : 红萝卜 ; pinyin : hóng luóbo), est un homophone de 鸿, hóng, qui est utilisé dans l'expression suivante :
- 鸿运当头, Hóngyùn dāngtóu signifie : « La bonne fortune arrive ».

Puis, c'est au tour du radis vert émincé de symboliser l'éternelle jeunesse. Le caractère 青 signifie « vert » mais aussi « jeune ».
- 青春常驻, Qīngchūn cháng zhù signifie : « Jeune pour toujours ».

Puis, on ajoute du radis blanc émincé, symbolisant la prospérité au travail et la promotion dans une carrière.
- 风生水起, Fēng shēng shuǐ qǐ signifie : « Progrès à rythme rapide ».
- 步步高升, Bùbùgāo shēng signifie : « Atteignant un plus haut niveau à chaque pas ».

Les condiments sont finalement ajoutés. Tout d'abord, des cacahuètes hachées sont saupoudrées sur le plat, symbolisant un foyer rempli d'or et d'argent.
- 金银满屋, Jīn yín mǎn wū signifie : « Un foyer rempli d'or et d'argent ».

Suivent les graines de sésame grillées qui symbolisent des affaires économiques florissantes.
- 生意兴隆, Shēngyì xīnglóng signifie : « Prospérité pour les affaires ».

On nappe généreusement tous les ingrédients avec la sauce du yusheng, généralement de la sauce aux prunes sucrée.
- 甜甜蜜蜜, Tián tiánmì mì signifie : « Puisse la vie être toujours douce ».

Les crackers frits en forme de coussins dorés sont ajoutés en souhaitant littéralement que le sol entier soit inondé d'or.
- 满地黄金, Mǎn dì huángjīn signifie : « Un sol plein d'or ».